# Jeremy Abbott
Jeremy Abbott (ur. 5 czerwca 1985 w Aspen) – amerykański łyżwiarz figurowy, startujący w konkurencji solistów. Brązowy medalista olimpijski z Soczi (2014, drużynowo) i uczestnik igrzysk olimpijskich (2010), dwukrotny brązowy medalista mistrzostw czterech kontynentów (2007, 2011), zwycięzca finału Grand Prix (208) oraz 4-krotny mistrz Stanów Zjednoczonych. Zakończył karierę amatorską 22 czerwca 2017 r.